# Lijst van afleveringen van Suddenly Susan
Dit is een lijst met afleveringen van de Amerikaanse televisieserie Suddenly Susan. De serie telt 4 seizoenen. Een overzicht van alle afleveringen is hieronder te vinden.

## Seizoen 1
| Nr. | Titel aflevering                        | Uitzenddatum VS   |
| --- | --------------------------------------- | ----------------- |
| 1   | First Episode                           | 19 september 1996 |
| 2   | Dr. No                                  | 26 september 1996 |
| 3   | The Best Laid Plans                     | 3 oktober 1996    |
| 4   | Suddenly Susan Unplugged                | 10 oktober 1996   |
| 5   | Hoop Dreams                             | 17 oktober 1996   |
| 6   | Lie! Lie! My Darling                    | 31 oktober 1996   |
| 7   | Golden Girl Friday                      | 7 november 1996   |
| 8   | Beauty and the Beasty Boy               | 14 november 1996  |
| 9   | Cold Turkey                             | 21 november 1996  |
| 10  | Was It Something I Said?                | 12 december 1996  |
| 11  | The Walk-Out                            | 19 december 1996  |
| 12  | The Me Nobody Nose                      | 9 januari 1997    |
| 13  | The Ways and Means                      | 27 februari 1997  |
| 14  | What a Card                             | 6 maart 1997      |
| 15  | Love and Divorce American Style: Part 1 | 13 maart 1997     |
| 16  | Love and Divorce American Style: Part 2 | 20 maart 1997     |
| 17  | Love and Divorce American Style: Part 3 | 27 maart 1997     |
| 18  | With Friends Like These                 | 10 april 1997     |
| 19  | Where the Wild Things Aren't            | 17 april 1997     |
| 20  | A Boy Like That                         | 24 april 1997     |
| 21  | Family Affairs                          | 1 mei 1997        |
| 22  | I'll See That and Raise You Susan       | 8 mei 1997        |

## Seizoen 2
| Nr. | Titel aflevering                       | Uitzenddatum VS   |
| --- | -------------------------------------- | ----------------- |
| 1   | I Love You, I Think                    | 22 september 1997 |
| 2   | Past Tense                             | 29 september 1997 |
| 3   | Truth and Consequences                 | 6 oktober 1997    |
| 4   | Next Stop, Heaven                      | 13 oktober 1997   |
| 5   | Susan's Minor Complication             | 20 oktober 1997   |
| 6   | It's a Mad, Mad, Mad, Maddy World      | 3 november 1997   |
| 7   | It's My Nana and I'll Cry If I Want To | 10 november 1997  |
| 8   | A Kiss Before Dying... on Stage        | 17 november 1997  |
| 9   | The Old and the Beautiful              | 24 november 1997  |
| 10  | I Didn't Write This                    | 8 december 1997   |
| 11  | Yule Never Know                        | 15 december 1997  |
| 12  | A Kiss Is Just Amiss                   | 5 januari 1998    |
| 13  | The Big Shalom                         | 12 januari 1998   |
| 14  | Matchmaker, Matchmaker                 | 19 januari 1998   |
| 15  | Car Trouble                            | 26 januari 1998   |
| 16  | Ready... Aim... Fong!                  | 2 februari 1998   |
| 17  | Daddy Piper                            | 9 maart 1998      |
| 18  | Not in This Life                       | 16 maart 1998     |
| 19  | Models and Strippers and Wasps, Oh My! | 6 april 1998      |
| 20  | Poetry in Notion                       | 6 april 1998      |
| 21  | Pucker Up                              | 6 april 1998      |
| 22  | 5,947 Miles                            | 20 april 1998     |
| 23  | A Tale of Two Pants: Part 1            | 4 mei 1998        |
| 24  | A Tale of Two Pants: Part 2            | 4 mei 1998        |
| 25  | Oh, How They Danced: Part 1            | 18 mei 1998       |
| 26  | Oh, How They Danced: Part 2            | 18 mei 1998       |

## Seizoen 3
| Nr. | Titel aflevering                                         | Uitzenddatum VS   |
| --- | -------------------------------------------------------- | ----------------- |
| 1   | Birds Do It, Bees Do It, Even Some of These Do It        | 21 september 1998 |
| 2   | Feels Like the First Time                                | 28 september 1998 |
| 3   | Don't Tell                                               | 5 oktober 1998    |
| 4   | Sleeping with the Enemy                                  | 12 oktober 1998   |
| 5   | A Funny Thing Happened on the Way to Susan's Party       | 26 oktober 1998   |
| 6   | War Games                                                | 2 november 1998   |
| 7   | Seems Like Old Times                                     | 9 november 1998   |
| 8   | Trash-Test Dummies                                       | 16 november 1998  |
| 9   | The Thanksgiving Episode                                 | 30 november 1998  |
| 10  | The Apartment Hunt                                       | 30 november 1998  |
| 11  | Merry Ex-Mas                                             | 14 december 1998  |
| 12  | Wedding-Bell Blues                                       | 11 januari 1999   |
| 13  | On a Clear Day You Can Hear Forever                      | 18 januari 1999   |
| 14  | One Man's Intervention Is Another Man's Tupperware Party | 25 januari 1999   |
| 15  | Sometimes You Feel Like a Nut                            | 8 februari 1999   |
| 16  | Ben Rubenstein, Meet Joe Black                           | 22 februari 1999  |
| 17  | The Song Remains Insane                                  | 1 maart 1999      |
| 18  | Revenge of the Gophers                                   | 15 maart 1999     |
| 19  | In This Corner... Susan Keane!: Part 1                   | 3 mei 1999        |
| 20  | In This Corner... Susan Keane!: Part 2                   | 10 mei 1999       |
| 21  | The First Picture Show                                   | 17 mei 1999       |
| 22  | Bowled Over                                              | 24 mei 1999       |
| 23  | A Day in the Life                                        | 24 mei 1999       |

## Seizoen 4
| Nr. | Titel aflevering          | Uitzenddatum VS   |
| --- | ------------------------- | ----------------- |
| 1   | The New Gate              | 20 september 1999 |
| 2   | The Billboard             | 27 september 1999 |
| 3   | The Pushkin Letters       | 4 oktober 1999    |
| 4   | Vicki Moves In            | 11 oktober 1999   |
| 5   | Halloween                 | 18 oktober 1999   |
| 6   | The Cheerleaders          | 1 november 1999   |
| 7   | The Wish List             | 6 december 1999   |
| 8   | First Date                | 13 december 1999  |
| 9   | The Gay Parade            | 13 december 1999  |
| 10  | The Birthday Party        | 20 december 1999  |
| 11  | Luis Gets His Groove Back | 27 december 1999  |
| 12  | Susan's Ex                | 27 december 1999  |
| 13  | Dinner Party              | 3 januari 2000    |
| 14  | Stock Tip                 | 3 januari 2000    |
| 15  | I Love You                | 6 juni 2000       |
| 16  | The Break Up              | 13 juni 2000      |
| 17  | Girls Night Out           | 20 juni 2000      |
| 18  | The Bird in the Wall      | 27 juni 2000      |
| 19  | Susan and the Professor   | 26 december 2000  |
| 20  | The Reversal              | 26 december 2000  |
| 21  | Finale: Part 1            | 26 december 2000  |
| 22  | Finale: Part 2            | 26 december 2000  |